# Караулов Сергій Миколайович
Сергій Миколайович Караулов (рос. Сергей Николаевич Караулов; 15 квітня 1982) — російський професійний баскетболіст. Грає на позиції центрового.
З 2002 року виступає за російські клуби. Був обраний на драфті 2004 клубом НБА «Сан-Антоніо Сперс» під 56 номером, але так і не зіграв жодної гри в НБА.